# Katedrala u Rochesteru

Katedrala u Rochesteru, službeno katedralna crkva Krista i Blažene Djevice Marije, biskupska je crkva anglikanske biskupije Rochester u Rochesteru, grofovija Kent. Osnovana je 604. godine i druga je najstarija katedrala u Engleskoj nakon katedrale u Canterburyju. Današnje velebno zdanje je, unatoč kasnijim preinakama, uglavnom zadržalo obilježja normanske arhitekture. 

## Povijest
Utemeljitelj katedrale i prvi biskup bio je Justus, (6. stoljeće - 10. studenoga 627.)) jedan od misionara koje je papa Grgur I. poslao u Englesku na zahtjev nadbiskupa Augustina od Canterburyja 601. godine. Kralj Ethelbert Kentski dao je dozvolu osnuje crkva i da bude posvećena apostolu sv. Andriji (po ugledu na samostan u Rimu odakle su Augustin i Justus krenuli za Englesku).

Prvotna katedrala bila je visoka 13 m, a široka 8,5 m. Apsida je označena u sadašnjoj katedrali na podu, a vanjska kaldrma pokazuje linije prvotnih zidova. Za izgradnju crkve svakako zasluge pripadaju kralju Ethelbertu, a ne svetom Justusu.

Ethelbert je umro 617. godine, a naslijedio ga je njegov sin Eadbald od Kenta. Pošto Eadbald još nije primio kršćanstvo, Justus se nije osjećao sigurnim u Kentu pa se sklonio u Franciju gdje ostaje godinu dana prije nego što ga je Eadbald pozvao da se vrati.

644. godine u katedrali je posvećen Ithamar koji je bio prvi biskup rođen u Engleskoj, rodom Saksonac a ne Rimljanin poput Augustina ili Jususa. Tjekom svoga stolovanja, Ithamar je 26. ožujka 655. godine posvetio Deusdedita (? - 664.) za prvog anglosaksonskog nadbiskupa Canterburyja.

676. godine katedrala je pretrpjela velika oštećenja zbog pustošenja i razaranja Kenta koje je nanio kralj Æthelred od Mercie, a sve radi njegovog protivljenja tradicionalnoj kentskoj kraljevskoj kući kojom je tada vladao kralj Oswine. Oštećenja su bila tolika da se biskup Putta (? - 678.) povukao iz biskupije dok je njegov imenovani nasljednik Cwichhelm (? - nakon 678.) odustao od trona "radi neimaštine".

762. kentski kralj Sigerd dodijelio je biskupu Eardwulf (? - između 765. i 772.) zemlju isto kao i njegov nasljednik Ecgberht II. Povelja je utoliko značajnija jer ju je potvrdio kralj Offa kao nadređeni lokalnom kraljevstvu.

### Normanski period
Nakon normanskog osvajanja Engleske 1066. godine, Vilim I. Osvajač dodijelio je katedralu i njezina imanja svom polubratu Odu iz Bayeuxa, kojemu je također dodijelio titulu grofa od Kenta. Odo je prisvojio sve njene resurse a katedralu doveo u totalnu neimaštinu. Sama crkva bila je izgrađena od dreveta i kroz period od preko četiri i pol stoljeća, zbog nedostatka sredstava za održavanje, bila je zapuštena i oronula.
 
Za vrijeme episkopata Siwarda (1058. – 1075.) služilo ga je četiri ili pet kanonika "koji su živjeli u totalnoj bijedi i siromaštvu". 

Tijekom razdoblja 1067. – 1076. grof Odo je stekao posjede po cijeloj Engleskoj, uključujući veći dio zemlje koja je nekada pripadala katedrali Rochester. Radi spora vodećih feudalaca od kojih se izdvajaju grof Odo, polubrat kralja Vilima Osvajača na jednoj, i Lanfranca (između 1005. i 1010. – 24. svibnja 1089.) nadbiskupa od Canterburyja, 1076. godine (ne zna se točan datum ali je izvjesna godina) došlo do suđenja u Penendenu Heathu nakon kojega je zemlja vraćena stvarnim vlasnicima. 
1075. godine na Lanfrancov poticaj, kralj Vilim I. pristao je na imenovanje Gundulfa (cca. 1024. – 1108.), benediktinca iz opatije Le Bec u Normandiji za biskupa u Rochesteru i, kao prvi normanski biskup, bio je posvećen 19. ožujka 1077. godine.
 
Tadašnji engleski kralj Vilim Rufus zamolio je biskupa Gundulfa, uzdajući se u njegovu poznatu graditeljsku vještinu, da mu sagradi dvorac od kamena, a kasnije i velebnu katedralu, koja je ustvari bila druga najstarija katedrala u zemlji nakon one u Canterburyju. 

### Tijek izgradnje
Pretpostavlja se da je Gundulfov prvi pothvat u izgradnji nove katedrale bila gradnja tornja koji nosi njegovo ime i danas se nalazi pored sjevernog krila transepta. Otprilike 1080. započeo je izgradnju nove katedrale koja će zamijeniti Justusovu crkvu. Bio je nadareni arhitekt koji je vjerojatno igrao glavnu ulogu u dizajnu, odabiru izvođača i izvedbenim radovima.
 
Prvotna katedrala imala je prezbiterij od šest visokih arkada koje se uzdižu od poda do stropa, s pokrajnim lođama iste dinmenzije. Četiri najistočnije arkade izgrađena su nad podzemnim hodnicima koji čine dio današnje kripte. Na istoku je bila mala niša, vjerojatno za srebrni relikvijar s relikvijom Paulinusa, prvog biskupa od Yorka, koje je tamo preneseno iz stare katedrale.
Transept je bio jednobrodni, dugačak 36,5 metara ali širok samo 4,2 metra. S tako uskim transeptom namjera je bila da istočni lukovi broda naliježu na lukove iznad kora. Na jugu je sagrađena još jedna kula od koje nije ostalo ništa vidljivo. Nije bilo središnjeg, prijelaznog tornja, tj. tornja u prijelaznom dijelu tlocrtne osnove crkve, takozvanom križištu, odnosno prostoru kojega definira sjecište središnjeg broda i transepta. Centralni brod nije bio u cijelosti izgrađen a očito je bio zamišljen tako da ima devet arkada, što je trebalo biti veći dio sa zapadne strane, dok je Gundulf dovršio pet arkada s istočne strane.
 
Župni dio zgrade nije bio u cijelosti izgrađen, pa se nagađalo da je Gundulf jednostavno ostavio građanima da ga dovrše. Međutim, Gundulf se nije dokazao samo svojim arhitektonskim umjećem, nego je kao biskup reorganizirao svećenstvo na način da je zamijenio svjetovne kapelane benediktinskim redovnicima, nakon čega je dobio nekoliko kraljevskih darovnica i pokazao se velikim dobročiniteljem u katedralnom gradu.

Za vrijeme episkopata Ernulfa (1115. – 1124.) i Ivana I. (1125. – 1137.) katedrala je u cijelosti dovršena. Kor je preuređen, centralni brod je djelomično obnovljen, pri čemu su Gundulfovi brodski stupovi ostali zaštićenim. Ernulf je također zaslužan za izgradnju trpezarije, spavaonice i kaptola, od kojih su danas vidljivi samo dijelovi.
 
Po završetku izgradnje Ivan I. je prenio posmrtne ostatke biskupa Itamara iz stare saksonske u novu normansku katedralu, a cijelu je posvetio 1130. (po nekim izvorima 1133.) nadbiskup Canterburya William de Corbeil (1070. – 1136.), uz pomoć 13 biskupa u nazočnosti kralja Henrika I., ali svečano misno slavlje pokvario je veliki požar koji je gotovo uništio cijeli grad i znatno oštetio novu katedralu. Požari su je ponovno teško oštetili 1137. i 1179. godine. Jedan od tih požara bio je dovoljno jak da teško ošteti ili uništi istočni krak i transepte, a oštećene su i Ernulfove samostanske zgrade.

Štovanje sv. Vilima, kojega je prema lokalnom predanju 1201. godine kao hodočasnika na putu u Jeruzalem kod Rochestera iz koristoljublja umorio njegov posinak, (kanonizirao ga je papa Aleksandar IV. 1256.) donijelo je katedrali povlastice odgode plaćanja računa kao i velike darove hodočasnika koji su omogućili nastavak izgradnje gotičke građevine. Novi kor je posvećen 1227. godine, a sjeverni i južni transept izgrađeni su u sljedećim desetljećima.
 Hamo od Hythe (1275. – 1352.) posvećen biskupom 18. ožujka 1317. dao ga je zasvoditi i izgraditi moćni centralni toranj na križištu centralnog broda i transepta. Sto godina kasnije izgrađeno je današnje gornje pročelje centralnog broda i prozori na zapadnom pročelju.

### Moedrno doba
Engleskom reformacijom iz 1534. godine raspušten je benediktinski samostan sv. Andrije. Katedrala je dobila novi stolni kaptol (capitulum cathedralis) Engleske crkve i svoje sadašnje pokroviteljstvo.
Engleski građanski rat 1642. rezultirao je novim oštećenjima te naknadnim restauratorskim radovima. Sveobuhvatni restauratorski radovi odvijali su se 1825. i 1872. godine. Opsežni ciklus vitraja historicističkih stvoren je na prijelazu iz 19. u 20. stoljeće. Većina kiparskih radova također potječe iz ovog razdoblja, a 1904. obnovljen je centralni toranj.
2004. godine, na 1400. obljetnicu osnutka katedrale, ruski umjetnik Sergei Fyodorov (rođ. 1959.) stvorio je veliku zidnu fresku rađenu u stilu sličnom ikoni koja prikazuje Isusovo krštenje u rijeci Jordan i scenu biskupa sv. Augustin od Canterburyja kako krsti kralja Ethelberta Kentskog 597. godine.

## Galerija
- Katedrala Rochester,
 pogled iz zraka.
- Katedrala Rochester,
pogled sa zapada.
- Pogled Katedrala Rochester,
pogled sa sjeveroistoka.
- Katedrala Rochester,
interijer katedrale.
- Katedrala Rochester,
kripta.
- Katedrala Rochester,
vitraj.